# رحالیه
رحالیه (به عربی: الرحالية) یک منطقهٔ مسکونی در عراق است که در استان انبار واقع شده‌است.